# Емерадо (Північна Дакота)
Емерадо (англ. Emerado) — місто (англ. city) в США, в окрузі Гранд-Форкс штату Північна Дакота. Населення — 443 особи (2020).

## Географія
Емерадо розташоване за координатами 47°55′42″ пн. ш. 97°21′40″ зх. д. / 47.92833° пн. ш. 97.36111° зх. д. (47.928387, -97.361232).  За даними Бюро перепису населення США в 2010 році місто мало площу 0,79 км², уся площа — суходіл.

## Демографія
Згідно з переписом 2010 року, у місті мешкало 414 осіб у 184 домогосподарствах у складі 119 родин. Густота населення становила 523 особи/км².  Було 233 помешкання (294/км²).
Расовий склад населення:
| - 80,2 % — білих - 7,0 % — корінних американців - 4,6 % — чорних або афроамериканців - 1,9 % — азіатів - 1,9 % — осіб інших рас |

До двох чи більше рас належало 4,3 %. Частка іспаномовних становила 7,2 % від усіх жителів.
За віковим діапазоном населення розподілялося таким чином: 22,0 % — особи молодші 18 років, 69,5 % — особи у віці 18—64 років, 8,5 % — особи у віці 65 років та старші. Медіана віку мешканця становила 39,1 року. На 100 осіб жіночої статі у місті припадало 108,0 чоловіків;  на 100 жінок у віці від 18 років та старших — 108,4 чоловіків також старших 18 років.
Середній дохід на одне домашнє господарство  становив 48 198 доларів США (медіана — 38 250), а середній дохід на одну сім'ю — 50 854 долари (медіана — 46 250). Медіана доходів становила 35 208 доларів для чоловіків та 28 068 доларів для жінок. За межею бідності перебувало 23,9 % осіб, у тому числі 52,7 % дітей у віці до 18 років та 5,3 % осіб у віці 65 років та старших.
Цивільне працевлаштоване населення становило 208 осіб. Основні галузі зайнятості: роздрібна торгівля — 19,2 %, публічна адміністрація — 17,8 %, мистецтво, розваги та відпочинок — 13,9 %, освіта, охорона здоров'я та соціальна допомога — 10,6 %.